# Station Ronchin
Station Ronchin is een spoorwegstation in de Franse gemeente Ronchin. Het station staat langs de Spoorlijn Paris-Nord - Rijsel.